# Achkarren
Achkarren, ein Ortsteil von Vogtsburg im Kaiserstuhl, liegt im südlichsten Teil der Gemarkung Vogtsburg und grenzt im Süden an Ihringen.
Das Achkarrer Tal im Kaiserstuhl öffnet sich nach Westen und ist fünf Kilometer vom Rhein sowie sieben Kilometer von Breisach entfernt. Der wärmste Punkt Deutschlands (mit den durchschnittlich höchsten Temperaturen) liegt zwischen den Ortskernen von Achkarren und Ihringen.

## Geschichte
Anlässlich der Übertragung an das Kloster Ottmarsheim (jetzt Abteikirche Ottmarsheim) im Jahre 1064 durch König Heinrich IV. wurde Achkarren das erste Mal urkundlich erwähnt. Archäologische Siedlungsspuren lassen auf eine über zweitausendjährige Besiedlung mit Unterbrechungen schließen. Die überall anzutreffenden Terrassen der Weinberge wurden vermutlich erst nach Beginn der alemannischen Besiedlung ab 260 n. Chr. angelegt.
Aus anderen Quellen ist zu entnehmen, dass es sich bei Achkarren um eine sogenannte Ausbausiedlung aus der Zeit der fränkischen Herrschaft (ab ca. 500 n. Chr.) handelt. Um das Jahr 600 n. Chr. soll ein Mann namens „Haducharl“ (von „hadu“ = Krieg, Streit und „charl“, dessen Bedeutung etwa dem heutigen „ganzer Kerl“ entspricht) sich samt Clan in diesem kleinen Westtal des Kaiserstuhles niedergelassen haben. Die Entstehung als Ausbausiedlung von einem der früheren Nachbardörfer aus ist einerseits durch die geringe Gemarkungsgröße von rund 350 ha plausibel und wird durch den vermutlichen ursprünglich fränkischen Ortsnamen „Haducharlheim“ (erste frühe Erwähnungen sprechen von „Hatecharlen“) gestützt. Durch Abschleifung und Zurückstellen des „h“ wurde daraus „Ahtekarlen“ (das „h“ wurde damals wie das heutige „ch“ gesprochen) und die o. a. erste urkundliche Erwähnung sprach von „Hatcharl“. Im Laufe der Jahrhunderte wandelte sich dies zu „Ahtkarl“ (1273), „Achtkarlen“ (1315), „Achtkaren“ (1465) und ab dem 16. Jahrhundert setzte sich zunehmend „Achtkarren“ durch, das schließlich auch das „t“ verlor und bald zum heutigen Achkarren wurde.
Einheimische erzählen eine Sage über die Entstehung des Namens: Demnach gab es Pannen beim Bau der Burg Höhingen auf dem Schlossberg hoch über dem Ort. Mehrfach war ein Wagen mit Material den sehr steilen Hang hinaufgezogen und -geschoben worden, nur um sich kurz vor dem Gipfel selbstständig zu machen und wieder zu Tal zu donnern. Beim Anblick dieser Malaise entfuhr dem Schlossherrn in spe dann „Ach Karren!“
Die Burg selbst wurde nach Jahrhunderten ihres Bestehens zum ersten Mal 1525 im Laufe des Bauernaufstandes und nach Wiederaufbau dann endgültig im Dreißigjährigen Krieg von den kaiserlich-katholischen Truppen zerstört, als sie gegen die Schweden nicht mehr zu halten war. Auf dem Schlossberg sind heute nur noch Rudimente von Ruinen zu sehen. Drei Jahre nach Ende des Dreißigjährigen Krieges zählte Achkarren 58 Einwohner, was einer Auslöschung von über 70 % der ehemaligen Bewohner gleichkommt. 1703 schließlich wurde bei der Belagerung von Breisach durch französische Truppen während des Spanischen Erbfolgekrieges das Dorf Achkarren nahezu komplett zerstört. In den Kriegswirren zwischen Spätmittelalter und Neuzeit war Achkarren zusammen mit Nachbargemeinden wie Ihringen und Breisach auch mehrmals für einige Jahre französisch.
Hinter dem an den Schlossberg angrenzenden Büchsenberg befindet sich ein großer Steinbruch, der im Mittelalter unter anderem zum Bau des Breisacher Stephansmünsters genutzt und seit kurzem als originale Materialquelle für notwendige Reparaturen „wiederentdeckt“ wurde.
Am 1. Januar 1975 wurde Achkarren in die Stadt Oberrotweil eingegliedert, deren Name am 15. April 1977 in Vogtsburg im Kaiserstuhl geändert wurde.

## Wirtschaft
Achkarren gehört zu den deutschen Spitzenweinlagen und ist vor allem für seinen Ruländer, einen besonderen Grauburgunder, berühmt, für welche die Winzergenossenschaft Achkarren und örtliche Weingüter regelmäßig Preise und Prämierungen erhalten. Neben den am Kaiserstuhl vorkommenden Lössböden verfügt Achkarren wohl als einzige Winzergemeinde über etwa 50 % verwitterten Vulkanboden. 
Neben dem Weinbau sind der Tourismus und ein kleines Gewerbegebiet direkt in der Rheinebene vor Achkarren die wirtschaftlichen Schwerpunkte.

## Kultur und Sehenswürdigkeiten

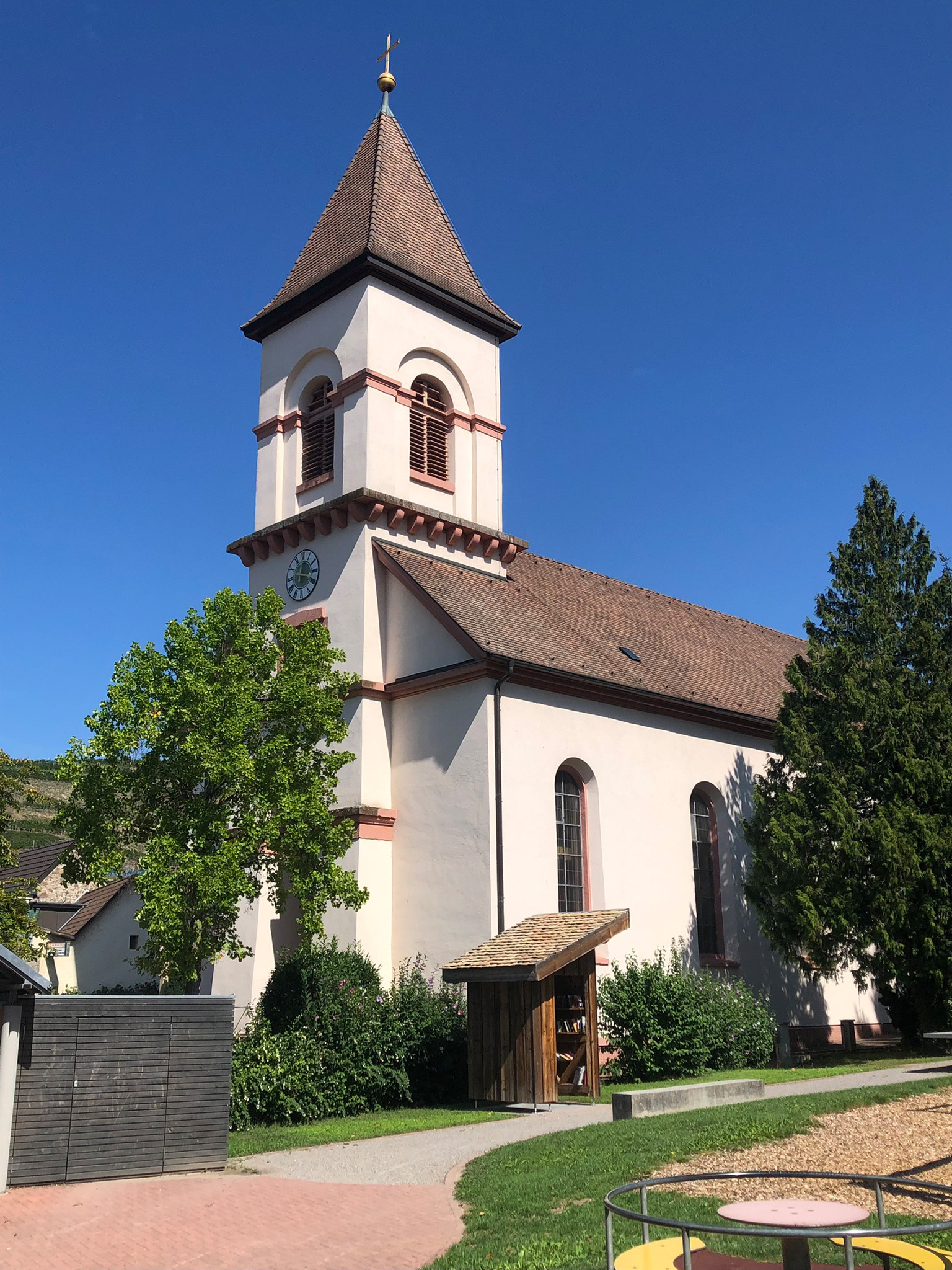
Dorfkirche St. Georg

- Weinbaumuseum und Lehrpfad

Ein Weinbau-Museum und ein 2,4 km langer geologischer Weinlehrpfad informieren über den Boden, das Klima, die Rebsorten und die Geschichte des Weinbaues am Kaiserstuhl.
- Geologische Besonderheiten

An den Seiten der diversen Hohlwege in den Weinbergen Richtung Schloßberg und Schneckenberg kann man die Schichtung des vulkanischen Gesteins mit darüberliegender z. T. dünner Lössdecke sehen, die partiell auch etliche Meter mächtig sein kann.
- Naturschutzgebiet

Auf der Gemarkung von Achkarren befindet sich das Naturschutzgebiet Büchsenberg mit einer Reihe seltener Pflanzen und Tiere.
- St.-Georg-Kirche

Die Dorfkirche wurde 1823 von Friedrich Arnold im klassizistischen Baustil errichtet. 1964 und 2004 erfolgten Neugestaltungen des Innenraums und 1965 der Einbau der Orgel von Orgelbau Pfaff.

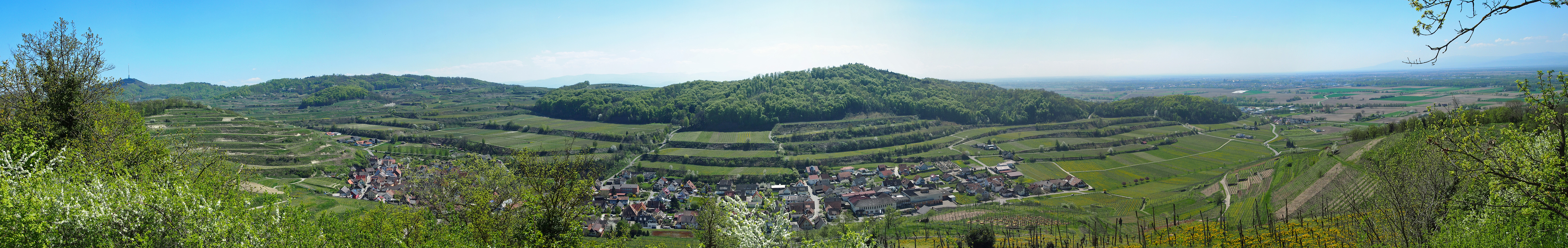
Panorama des Dorfes Achkarren im Frühling, von der Spitze des Schloßberges aus gesehen (das Panorama hat eine besonders hohe Auflösung – darauf klicken!)

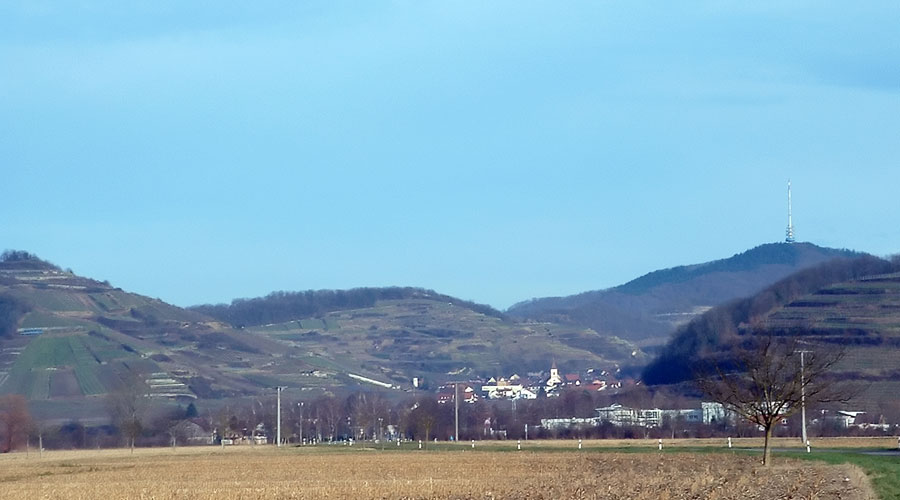
Achkarren von Westen (Rheinebene) aus gesehen, von links nach rechts: Kuppe des Schloßbergs, Schneckenberg und Totenkopf (höchste Erhebung des Kaiserstuhls) mit Fernsehturm
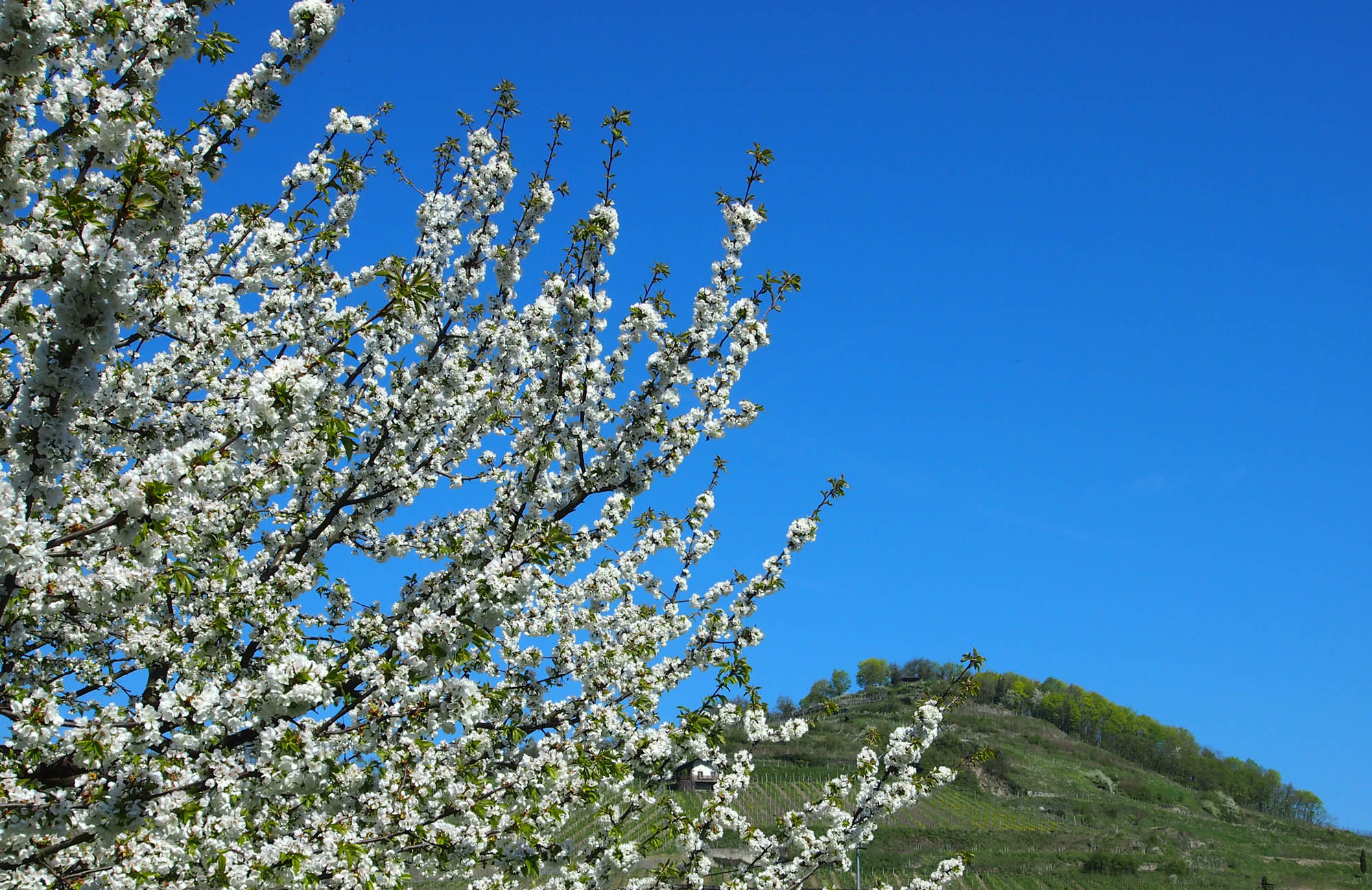
Schlossberg vom Dorf Achkarren im Tal aus gesehen; der Höhenunterschied bis zur Spitze beträgt ca. 150 m, die steile Südhanglage bringt gute Weine hervor
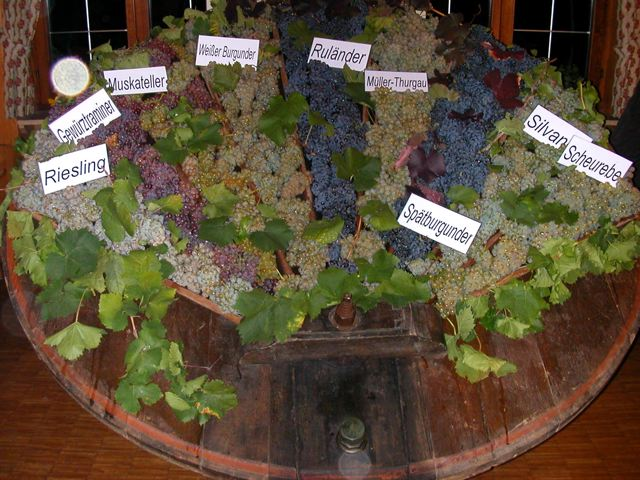
Überblick über die in Achkarren angebauten Rebsorten; von links nach rechts: Riesling, Gewürztraminer, Muskateller, Weißer Burgunder, Ruländer, Müller-Thurgau, Spätburgunder, Silvaner und Scheurebe